# Bora (vento)

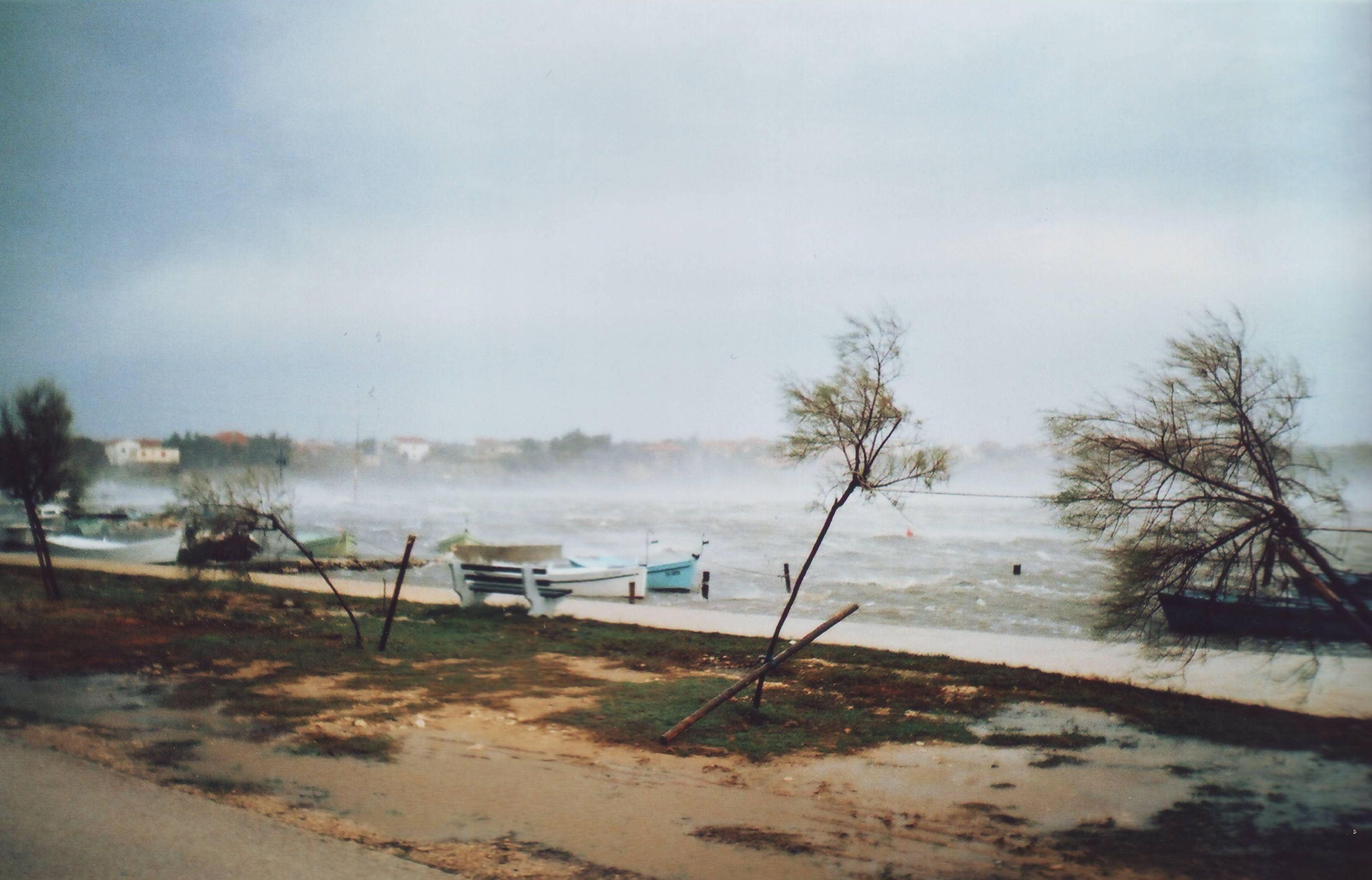
Vento Bora com intensidade de um furacão na Croácia.

Bora (em búlgaro:  бора, em croata:  bura, em grego:  μπόρα, em italiano:  bora, em esloveno:  burja, em turco:  bora, em polonês/polaco:  burza) é um vento catabático que sopra de nordeste na região do mar Adriático, Croácia, Montenegro, Itália, Bulgária, Grécia, Eslovénia, Polónia, Turquia e algumas partes da Rússia.